# Sopkovce
Sopkovce (ungarisch Szopkóc) ist eine Gemeinde im Osten der Slowakei mit 96 Einwohnern (Stand: 31. Dezember 2024), die zum Okres Humenné, einem Kreis des Prešovský kraj, gehört. Sie ist Teil der traditionellen Landschaft Zemplín.

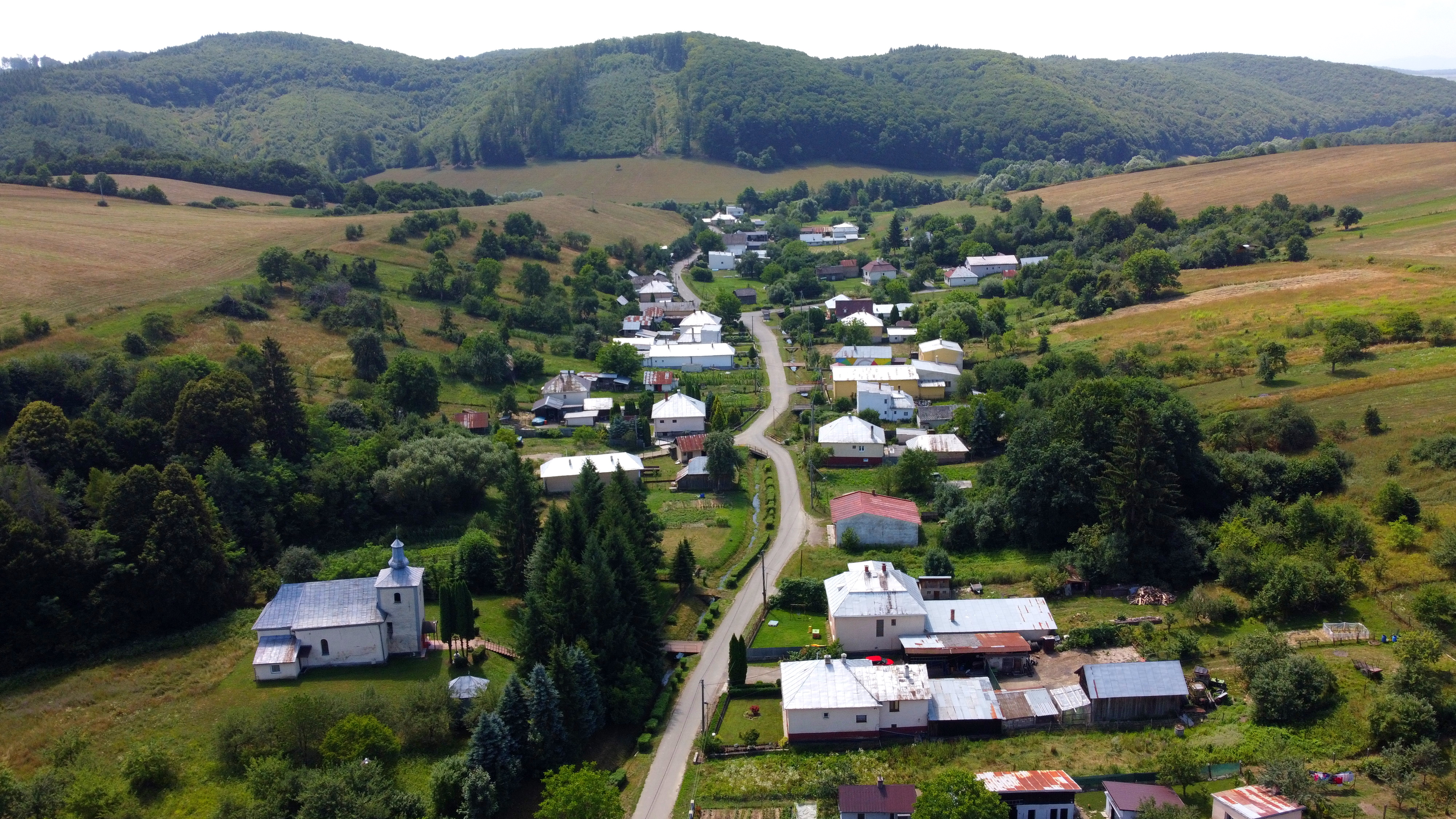
Blick zum Ort

## Geographie
Die Gemeinde befindet sich am Südteil der Niederen Beskiden im Bergland Ondavská vrchovina, an den Bächen Sopkovčík und Záhumienka im Einzugsgebiet der Ondava über den Nebenfluss Ondavka. Das Ortszentrum liegt auf einer Höhe von 207 m n.m. und ist 13 Kilometer von Humenné entfernt.
Nachbargemeinden sind Baškovce im Nordwesten und Norden, Nižné Ladičkovce im Nordosten, Vyšné Ladičkovce im Osten, Brestov und Slovenská Volová im Südosten und Ohradzany im Süden, Südwesten und Westen.

## Geschichte
Sopkovce wurde zum ersten Mal 1567 als Zopkoc schriftlich erwähnt. Das Dorf war zuerst Teil des Herrschaftsgebiets von Humenné, im 18. Jahrhundert war es Besitz der Familie Dernáth, im 19. Jahrhundert besaß das Geschlecht Andrássy die Ortsgüter. 1567 wurden zwei Porta verzeichnet, 1715 gab es acht verlassene und neun bewohnte Haushalte. 1787 hatte die Ortschaft 31 Häuser und 251 Einwohner, 1828 zählte man 38 Häuser und 233 Einwohner, die als Köhler, Landwirte und Waldarbeiter tätig waren. In der zweiten Hälfte des 19. Jahrhunderts wanderten viele Einwohner aus. 1912 kauften die Einwohner die Parzellen vom Grafen Andrássy und bewirtschafteten sie fortan in eigener Regie.
Bis 1918 gehörte der im Komitat Semplin liegende Ort zum Königreich Ungarn und kam danach zur Tschechoslowakei beziehungsweise heute Slowakei. In der Zeit der ersten tschechoslowakischen Republik waren die Einwohner als Landwirte beschäftigt. Von 1964 bis 1990 war Sopkovce Teil der Gemeinde Ohradzany.

## Bevölkerung
| Jahr                | 1994 | 2004     | 2014     | 2024     |
| ------------------- | ---- | -------- | -------- | -------- |
| Anzahl der Personen | 143  | 127      | 110      | 96       |
| Unterschied         |      | −11,18 % | −13,38 % | −12,72 % |

| Jahr                | 2023 | 2024    |
| ------------------- | ---- | ------- |
| Anzahl der Personen | 99   | 96      |
| Unterschied         |      | −3,03 % |

Nach der Volkszählung 2011 wohnten in Sopkovce 118 Einwohner, davon 116 Slowaken sowie jeweils Russine und Tscheche.
68 Einwohner bekannten sich zur römisch-katholischen Kirche und 48 Einwohner zur griechisch-katholischen Kirche. Zwei Einwohner waren konfessionslos.

## Bauwerke und Denkmäler
- griechisch-katholischen Kirche im klassizistischen Stil aus dem Jahr 1770[6]

## Verkehr
Durch Sopkovce führt die Cesta III. triedy 3827 („Straße 3. Ordnung“) von Ohradzany heraus. Der nächste Bahnanschluss ist in Humenné an den Bahnstrecken Michaľany–Łupków und Humenné–Stakčín.